# 라유
라유(羅裕, ? ~ 1292년)는 고려의 무신이다. 본관은 금성(錦城, 금성). 고려 삼한공신(三韓功臣)·대광(大匡) 라총례(聰禮)의 10세손이며, 아버지는 형부상서(刑部尙書) 라득황(得璜)이다. 아들은 라익희(羅益禧)이고, 외손자는 홍언박이다.

## 생애
아버지의 공훈으로 음보(蔭補)로 경선점녹사(慶仙店錄事)가 되었는데, 임연(林衍)이 개인적인 원한으로 라유의 장인인 조문주(趙文柱)를 살해한 후 이혼을 강요했으나 라유는 의리를 지켜 거절하였다. 이후 거듭 승진해 장군이 되자 원수 김방경을 따라 진도(珍島)에서 삼별초(三別抄)를 토벌해 공을 세웠다. 당시 조정 관리의 처들이 적에게 많이 잡혀가는 바람에 관리들이 대개 다시 새 장가를 들었는데 적이 평정되자 그 처들 가운데 간혹 돌아온 여인들이 있었으나 모두 버림을 받았다. 라유도 이미 새 처를 맞아들였지만 제일 먼저 적진 속으로 들어가서 옛 처를 찾아 돌아와서 다시 처음처럼 부부가 되니 듣는 사람들이 의인이라 여겼다.
1282년에는 앞서 세자를 시종한 공으로 지윤보(池允輔)ㆍ김응문(金應文)ㆍ정인경(鄭仁卿)ㆍ차득규(車得珪)ㆍ김부윤(金富允)ㆍ이지저(李之氐)ㆍ황룡(黃龍)ㆍ김의광(金義光)ㆍ양저(梁貯)ㆍ주석(周碩)ㆍ김위량(金位良) 등과 함께 수종공신(隨從功臣)에 녹훈되었다.
김방경이 탐라(耽羅)를 토벌할 때 라유는 다시 대장군으로 종군하였다. 선봉을 거느리고 먼저 해안에 상륙해 많은 적군을 죽이고 사로잡았기 때문에, 경략사(經略使)는 사로잡은 남녀 두 명을 상으로 주고 황제에게 보고해 중통보초(中統寶鈔)를 내려주게 했다. 다시 김방경과 원나라 장수 쿠둔[忽敦] 등을 따라 일본을 정벌하여 응양군(鷹揚軍) 대호군(大護軍)으로 승진했는데, 황제는 금패(金牌)를 내려주고 무덕장군(武德將軍) 관고려군천호(管高麗軍千戶)로 임명해 전공을 포상했다.
충렬왕 때 합포(合浦)의 지휘관으로 나갔는데, 의례에 밝다하여 특별히 불러들여 팔관회(八關會)의 의례를 맡겼다. 얼마 후에 지신사(知申事)로 승진하고 부지밀직사사로 올랐다. 왕이 나얀대왕[乃顔大王]을 친히 정벌하겠다고 주청하자 황제는 라유에게 호두패를 내려주고 중익부만호(中翼副萬戶)로 임명했다. 회군한 후 일등공신으로 책봉되었고, 「공신녹권(功臣錄券)」과 밭 1백 결(結), 노비 20명을 하사받았으며, 명위장군(明威將軍)으로 임명되었으며, 황제로부터 쌍주금패(雙珠金牌)를 하사받았다.
1289년 3월 충청도도순문사(忠淸道都巡問使)가 되어 군량을 독려하였으며, 같은 해 12월에 동계방수군(東界防戍軍)을 사열하였다. 1290년 5월에 나얀대왕의 일당인 카다안[哈丹]의 아들 라오데이[老的]가 평양(平壤)을 노략질한 후 강도(江都 : 現 강화군)를 공격하려 하자 왕은 라유에게 방어를 맡겼다. 라유가 해안을 따라 험로를 넘어 평양에서 적과 마주치자 카라[哈刺]·셍게[桑哥] 등 두 적장을 죽이니 적이 궤멸되었다. 연기현(燕岐縣 : 現 세종특별자치시 연기면)에서 다시 싸워 적을 대패시키자 패잔병들은 여진(女眞) 지역으로 달아났다. 다음해 6월 교주도(交州道)에 파견되어 현문혁(玄文奕)과 함께 합단의 잔병을 토벌하였다.
1291년 11월 지밀직사사(知密直司事)로 재임 중 원나라에 하정사(賀正使)로 가자 황제로부터 삼주호부(三珠虎符)·옥대(玉帶)·은정(銀錠) 및 활과 화살, 검(劒), 안마(鞍馬) 등을 하사받고, 회원대장군(懷遠大將軍)으로 임명되었다.
예의에 밝고 옥사(獄事)의 판결에도 능하였으며, 용맹이 있어 전쟁에 임해서도 두려워하지 않아 변방에서 자주 공을 세웠다.

## 가족 관계
- 부 : 라득황(得璜)
  - 부인 : 배천 조씨, 조문주(趙文柱)의 딸
    - 아들 : 라익희(羅益禧)
    - 며느리 : 황려 민씨, 민지(閔漬)의 딸
      - 손자 : 동지밀직사사 라영걸(羅英傑)
      - 손녀 : 금성 라씨
      - 손녀 사위 : 전주 최씨 최문도(崔文度)

    - 딸 : 금성 라씨
    - 사위 : 판삼사사(判三司事) 홍융(洪戎)
      - 외손자 : 홍언박